# Bouchet (motorfiets)
Bouchet is een Frans historisch merk van motorfietsen.
De bedrijfsnaam was: Ets. Alphonse Bouchet, Saint-Chéron.
Alphonse Bouchet was één de Franse pioniers op het gebied van motorfietsen, die hij alleen in 1904 en 1905 bouwde. Er is geen enkel exemplaar bewaard gebleven, van de motorfietsen van Bouchet is alleen bekend dat ze op acetyleen liepen.